# Xerotricha nodosostriata
Xerotricha nodosostriata е вид охлюв от семейство Hygromiidae.

## Разпространение
Видът е разпространен в Испания (Канарски острови).